# デニス・イストミン
デニス・オレーゴヴィチ・イストミン（Denis Olegovich Istomin, ロシア語: Денис Олегович Истомин 1986年9月7日 - ）は、ウズベキスタンの男子プロテニス選手。ソビエト連邦（現ロシア）領のオレンブルク生まれで、ロシアの首都モスクワに在住している。これまでにATPツアーでシングルス2勝、ダブルスで3勝を挙げている。自己最高ランキングはシングルス33位、ダブルス59位。身長188cm、体重88kg。右利き、バックハンド・ストロークは両手打ち。
ウズベキスタン出身のプロテニス選手として2015年に250シリーズの大会で初めてのツアー優勝を成し遂げた。

## 選手経歴

### ジュニア時代
5歳からテニスを始め、現在に至るまで母親のコーチを受ける。まだ14歳半だった時の2001年4月、デニスは初めて男子ツアー最下部のトーナメントに出場したが、その時に自動車事故で脚の大けがを負った。手術で80針を縫い、3ヶ月間の長期入院生活を送り、それから2年間テニスのラケットを握れなかったという（男子ツアー公式サイトの紹介文による）。生死の境を乗り越えて、2003年からテニスの練習を再開を始める。

### 2004年 プロ転向
2004年からプロ転向し、本格的な競技生活に入る。

### 2005年 デビス杯参戦
2005年から、彼は男子テニス国別対抗戦・デビスカップウズベキスタン代表に選ばれた。

### 2006年 グランドスラム初出場
2006年全豪オープンで4大大会初出場。

### 2008年 グランドスラム初勝利
2008年全豪オープンで、初めてシングルスの初戦を突破し、レイトン・ヒューイットとの2回戦に進出する。

### 2009年 デビス杯プレーオフ
2009年、イストミンは男子ツアーとデビスカップで目覚ましい躍進を見せた。全豪オープンで2年連続の2回戦に進んだ後、3月6日-8日のデビスカップ2009「アジア・オセアニアグループ1」初戦で韓国に勝ち、2か月後の5月8日-10日に行われた同グループ準決勝でウズベキスタンは日本を3勝2敗で退けた。イストミンは杉田祐一とのシングルス第1試合とダブルス第3試合に勝ち、チームを初めての「ワールドグループ・プレーオフ」へ導いた。
全米オープンで初の3回戦進出を決め、当地の男子選手として史上初の里程標に到達する。この3回戦ではマリン・チリッチに1-6, 4-6, 3-6のストレートで完敗した。
全米オープン終了後、9月18日-20日に行われたデビスカップ「ワールドグループ・プレーオフ」で、ウズベキスタンはセルビアと対戦した。ビクトル・トロイツキやヤンコ・ティプサレビッチなどを擁する強豪チームには5戦全敗に終わり、初のワールドグループ（最上位グループの16か国）進出はならなかったが、イストミンの活躍でこの小国はデビス杯のチーム最高成績を出した。

### 2010年 アジア大会銀メダル
2010年全豪オープンでも、イストミンは男子シングルス3回戦まで勝ち上がった。2大会連続の進出となった3回戦では、第3シードのノバク・ジョコビッチから4ゲームしか奪えず1-6, 1-6, 2-6の完敗に終わった。8月のパイロット・ペン・テニスではツアー初の決勝進出を果たしたが、セルジー・スタホフスキーに6–3, 3–6, 4–6で敗れた。
11月の広州アジア大会では準決勝で、日本の添田豪に6–1, 6–0で完勝したが、決勝でソムデブ・デバルマンに1–6, 2–6で完敗し銀メダルを獲得した。

### 2012年 ロンドン五輪3回戦進出
2012年2月のSAPオープンでツアー2度目の決勝に進出した。決勝では前年優勝者のミロシュ・ラオニッチに6–7(3), 2–6で敗れ初優勝を逃した。
2012年ウィンブルドン選手権で初めて4回戦に進出した。4回戦でミハイル・ユージニーに6–3, 5–7, 6–4, 7–6(5), 5–7のフルセットで敗れベスト8進出を逃した。
7月のロンドン五輪に初出場した。シングルス1回戦で第14シードのフェルナンド・ベルダスコに6–4, 7–6(9)で勝利しロジャー・フェデラーとの3回戦まで進出した。8月13日付の世界ランキングで自己最高の33位になった。

### 2013年 グランドスラム4回戦進出
2013年全米オープンでは1回戦でニコラス・アルマグロ、3回戦でアンドレアス・セッピを破り4回戦に進出した。4回戦でアンディ・マリーに7-6(5), 1-6, 4-6, 4-6で敗れた。10月のクレムリン・カップのダブルスでミハイル・エルギンと組んで優勝し初のATPタイトルを獲得した。

### 2015年 ツアー初優勝
2015年のシーズンに入ると自身の世界ランキングを92位まで落としたが、6月のウィンブルドン選手権の前哨戦のノッティンガム・オープンをノーシードながら準決勝のマルコス・バグダティスの途中棄権もあり、決勝まで進み第12シードのサム・クエリーと対し、7-6(1), 7-6(6)の2度のタイブレークを制し、初めてのATPツアーのタイトルを手に入れた。

### 2016年 不調
2016年の前年覇者として迎えた芝大会のノッティンガム・オープンでは1回戦で格下の世界ランキング90位のダミル・ジュムールに第1セットは奪うものの、その後は挽回されフルセットで敗れ初戦負けとなり前年度のポイントを守ることが出来なかった。全体的に結果を残せず、年始は61位だったが、年間最終ランキングでは121位まで落ちた。

### 2017年 ツアー2勝目
2017年全豪オープンにはワイルドカードで出場し、2回戦で全豪史上最多6度の優勝を誇り、2連覇中で世界ランク2位のノバク・ジョコビッチを7-6(8), 5-7, 2-6, 7-6(5), 6-4で破る大金星をあげた。3回戦でも第30シードのパブロ・カレーニョ・ブスタをフルセットで破り、自身3度目の4大大会の4回戦に進出。4回戦でグリゴール・ディミトロフに敗れた。成都オープンではノーシードから決勝進出。決勝で相手のマルコス・バグダティスが故障で第1セット途中で棄権した為、ツアー2勝目を挙げた。年間最終ランキングは63位まで戻った。

### 2018年 再不調
2018年の前半戦は早期敗退が続き、ランキングも落ちていった。それでも8月のオーストリア・オープンでは準優勝し、シカゴ・チャレンジャーやアルマトイ・チャレンジャーでは優勝した。

## ATPツアー決勝進出結果

### シングルス: 5回 (2勝3敗)
| 大会グレード                            |
| グランドスラム (0-0)                    |
| ATPワールドツアー・ファイナル (0-0)     |
| ATPワールドツアー・マスターズ1000 (0-0) |
| ATPワールドツアー・500シリーズ (0-0)    |
| ATPワールドツアー・250シリーズ (2–3)    |

| サーフェス別タイトル |
| ハード (1–2)         |
| クレー (0-1)         |
| 芝 (1-0)             |
| カーペット (0-0)     |

| 結果   | No. | 決勝日        | 大会           | サーフェス    | 対戦相手                 | スコア         |
| ------ | --- | ------------- | -------------- | ------------- | ------------------------ | -------------- |
| 準優勝 | 1.  | 2010年8月28日 | ニューヘイブン | ハード        | セルジー・スタホフスキー | 6–3, 3–6, 4–6  |
| 準優勝 | 2.  | 2012年2月19日 | サンノゼ       | ハード (室内) | ミロシュ・ラオニッチ     | 6–7(3), 2–6    |
| 優勝   | 1.  | 2015年6月27日 | ノッティンガム | 芝            | サム・クエリー           | 7–6(1), 7–6(6) |
| 優勝   | 2.  | 2017年10月1日 | 成都           | ハード        | マルコス・バグダティス   | 3–2, 途中棄権  |
| 準優勝 | 4.  | 2018年8月4日  | キッツビュール | クレー        | マルティン・クリザン     | 2–6, 2–6       |

### ダブルス: 5回 (3勝2敗)
| 結果   | No. | 決勝日         | 大会                 | サーフェス    | パートナー             | 対戦相手                                      | スコア            |
| ------ | --- | -------------- | -------------------- | ------------- | ---------------------- | --------------------------------------------- | ----------------- |
| 準優勝 | 1.  | 2012年10月7日  | 北京                 | ハード        | カルロス・ベルロク     | ボブ・ブライアン マイク・ブライアン           | 3–6, 2–6          |
| 準優勝 | 2.  | 2013年9月22日  | サンクトペテルブルク | ハード (室内) | ドミニク・イングロット | ダビド・マレーロ フェルナンド・ベルダスコ     | 6-7(6), 3-6       |
| 優勝   | 1.  | 2013年10月19日 | モスクワ             | ハード (室内) | ミハイル・エルギン     | ケン・スクプスキ ニール・スクプスキ           | 6–2, 1–6, [14–12] |
| 優勝   | 2.  | 2014年2月9日   | モンペリエ           | ハード (室内) | ニコライ・ダビデンコ   | マルク・ジケル ニコラ・マユ                   | 6–4, 1–6, [10–7]  |
| 優勝   | 3.  | 2015年8月2日   | グシュタード         | クレー        | アレクサンドル・ブリー | オリバー・マラチ アイサム＝ウル＝ハク・クレシ | 3–6, 6–2, [10–5]  |

## 成績
略語の説明
| W | F | SF | QF | #R | RR | Q# | LQ | A | Z# | PO | G | S | B | NMS | P | NH |

W=優勝, F=準優勝, SF=ベスト4, QF=ベスト8, #R=#回戦敗退, RR=ラウンドロビン敗退, Q#=予選#回戦敗退, LQ=予選敗退, A=大会不参加, Z#=デビスカップ/BJKカップ地域ゾーン, PO=デビスカップ/BJKカッププレーオフ, G=オリンピック金メダル, S=オリンピック銀メダル, B=オリンピック銅メダル, NMS=マスターズシリーズから降格, P=開催延期, NH=開催なし.
| 大会           | 2006 | 2007 | 2008 | 2009 | 2010 | 2011 | 2012 | 2013 | 2014 | 2015 | 2016 | 2017 | 2018 | 2019 | 通算成績 |
| -------------- | ---- | ---- | ---- | ---- | ---- | ---- | ---- | ---- | ---- | ---- | ---- | ---- | ---- | ---- | -------- |
| 全豪オープン   | 1R   | LQ   | 2R   | 2R   | 3R   | 1R   | 1R   | 2R   | 3R   | 1R   | 1R   | 4R   | 2R   | 1R   | 11–13    |
| 全仏オープン   | A    | A    | LQ   | 2R   | 2R   | 1R   | 2R   | 2R   | 2R   | 1R   | 1R   | 2R   | 1R   | LQ   | 6–10     |
| ウィンブルドン | A    | A    | A    | 1R   | 3R   | 2R   | 4R   | 1R   | 3R   | 1R   | 3R   | 1R   | 1R   | 1R   | 10–11    |
| 全米オープン   | A    | A    | A    | 3R   | 2R   | 2R   | 1R   | 4R   | 1R   | 2R   | 1R   | 1R   | 1R   |      | 8–10     |

### 大会最高成績
| 大会                 | 成績 | 年              |
| -------------------- | ---- | --------------- |
| ATPファイナルズ      | A    | 出場なし        |
| インディアンウェルズ | 4R   | 2012            |
| マイアミ             | 3R   | 2014            |
| モンテカルロ         | 1R   | 2011-2013       |
| マドリード           | 2R   | 2013, 2016      |
| ローマ               | 2R   | 2013            |
| カナダ               | 3R   | 2013            |
| シンシナティ         | 2R   | 2010, 2012      |
| 上海                 | 2R   | 2012            |
| パリ                 | 1R   | 2010, 2012-2014 |
| オリンピック         | 3R   | 2012            |
| デビスカップ         | PO   | 2009            |
| ATPカップ            | A    | 出場なし        |